# Blankenfelde (Blankenfelde-Mahlow)
Blankenfelde è una frazione del comune tedesco di Blankenfelde-Mahlow, nel Brandeburgo.

## Storia
Blankenfelde fu nominata per la prima volta nel 1375.
Nel 2003 il comune di Blankenfelde venne fuso con i comuni di Dahlewitz, Groß Kienitz e Mahlow, formando il nuovo comune di Blankenfelde-Mahlow.